# Frankijski Korpus Francuski
Frankijski Korpus Francuski (fr. Le Corps Franc Français, CFF) – ochotnicza kolaboracyjna formacja zbrojna złożona z Francuzów podczas II wojny światowej/
CFF został utworzony w maju 1943 r. przez b. oficera armii francuskiej, mjr. André Besson-Rappa we współpracy z b. wysokimi oficerami policji Francji Vichy, Louisem Macé i Jakiem Dugé de Bernonville oraz Amerykaninem francuskiego pochodzenia Peterem Delaneyem (występował też pod nazwiskiem Pierre de la Ney du Vair). Miała to być konkurencyjna formacja w rejonie Bordeaux wobec Milice Française Josepha Darnanda, która w wyniku różnego rodzaju intryg nie działała tam. Jednakże po oficjalnym uznaniu Milicji przez wyższego dowódcę SS i policji w Paryżu SS-Gruppenführera Karla Oberga CFF stracił dla Niemców większe znaczenie. Po wyzwoleniu Francji przez aliantów w sierpniu 1944 r., większość członków CFF uciekło wraz z Niemcami do Rzeszy.
Formacja liczyła ok. 100 ludzi podzielonych na dwa plutony. Nosili oni mundury armii francuskiej z niemieckimi insygniami. CFF był całkowicie podporządkowany komendanturze Sipo-SD na okręg Bordeaux i Tuluzy, na czele której stał SS-Sturmbannführer Friedrich Wilhelm Dohse.